# بباهسة السبيعات (اسبيعات)
بباهسة السبيعات هي إحدى مشيخات المملكة المغربية، تتبع جغرافيا لإقليم اليوسفية وإداريًا لاسبيعات. يقدر عدد سكانها بـ 10850 نسمة حسب الإحصاء الرسمي للسكان والسكنى لسنة 2004.